# أزمة صناعة السيارات الأمريكية

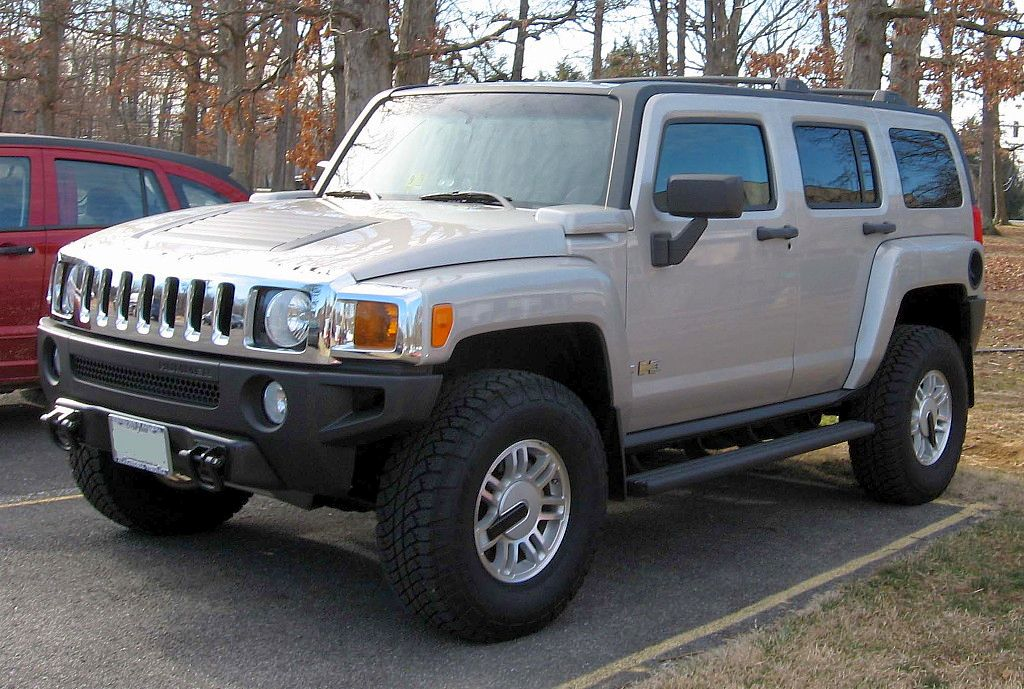

أزمة صناعة السيارات الأمريكية هي أزمة ظهرت نتيجة الأزمة المالية العالمية في 2008 بعد أزمة الرهن العقاري وأزمة القروض والائتمان ظهرت في شهر أكتوبر 2008 حيث تكبدت أكبر ثلاث شركات لتصنيع السيارات أو البيغ ثري (BIG THREE) كما يسميها الأمريكان جنرال موتورز، فورد، كرايسلر خسائر قوية تجاوزت ال6 مليار دولار لكل واحدة وقد طلبت هذه الشركات معونة من الحكومة الأمريكية (إدارة بوش) بقيمة 50 مليار دولار لكن الحكومة الأمريكية (إدارة بوش) رفضت هذه المعونة ووصفتها بعديمة الجدوى لكن الشركات عادت وطلبت من الإدارة الجديدة المنتخبة برئاسة باراك أوباما هذه المعونة فوافقوا لكن بنصف المبلغ أي ب25 مليار دولار لكن على هذه الشركات أن تنتظر حتى 20 يناير 2009 لحين تسلم أوباما السلطة.

## أسباب الأزمة
بعد الارتفاع الكبير في أسعار النفط والبنزين ومخاوف من دخول الاقتصاد العالمي مرحلة ركود انخفضت مبيعات السيارات في جميع أنحاء العالم وفي الولايات المتحدة انخفضت المبيعات إلى أدنى مستوى في 40 عاما. وقد أعلنت كل شركة عن انخفاض مبيعتها في نوفمبر 2008
| الشعار | الاسم                       | المبيعات 2008 |
| ------ | --------------------------- | ------------- |
|        | جنرال موتورز GENERAL MOTORS | ▼ 40%         |
|        | فورد موتورز FORD            | ▼ 30%         |
|        | كرايسلر CHRYSLER            | ▼ 50%         |

## الإنقاذ
كانت أولى الخطوات التي قامت بها الشركات لتفادي الإفلاس هي فصل الوظائف والموظفين فقد قامت جميع شركات السيارات في العالم بفصل مئات آلاف الموظفين العاملين لديها وهو ما زيد البطالة في جميع أنحاء العالم وثم ذلك قررت شركتي جنرال موتورز وكرايسلر الاندماج لكنهما توقفتا بعد ذلك بسبب طلب المعونة من الحكومة المقدرة ب 50 مليار دولار والتي لم تحظ بها كما تعتبر كرايسلر أكثرهن سوءا في الوضع مع العلم أنها انفصلت عن شركة دايميلر قبل شهور قلية من أزمة السيارات وقد ظهرت إشاعة تقول أن شركة هيونداي الكورية ستشتري كرايسلر لكن هيونداي نفت الخبر وقالت لا نملك أي نية لشراء كرايسلر، في 10 ديسمبر 2008 وافق مجلس النواب على خطة إنقاذ الشركات ب 15 مليار دولار وتنتظر الشركات الثلاث حاليا قرار مجلس الشيوخ على الخطة وقد لاقت هه الخطة معارضة شديدة من الجمهوريين والعكس من الديمقراطيين.

## الكارثة المحتملة عند الانهيار
إذا ما انهارت الشركات الكبرى الثلاث يمثل كارثة في الاقتصاد الأمريكي حيث ستفقد الولايات المتحدة وحدها ثلاثة ملايين وظيفة وهو يعتبر أمر كارثي حيث سيزداد عدد العاطلين عن العمل ويرتفع مؤشر البطالة كما ستفقد الحكومة الفدرالية الأمريكية ما يقدر ب150 مليار دولار من خزينتها.

## اقرأ أيضا
- لحام النبض المغناطيسي